# Josep Casadevall
Josep Casadevall (Gerona, 10 settembre 1946) è un giudice andorrano, giudice della Corte europea dei diritti dell'uomo dal 1996 al 2015.

## Biografia
Casadevall è nato a Girona, a nord-est della Catalogna, il 10 settembre 1946. Dal 1970 al 1980, è stato segretario generale di Andorra la Vella, capitale di Andorra.

## Carriera giuridica
Casadevall si è laureato in giurisprudenza, all'Università Complutense di Madrid, nel 1978 e ha iniziato la pratica in Andorra nel 1980, diventando segretario generale del Bar nel 1984 e presidente nel 1993. Dal 1985 al 1998 è stato professore di legge all'Universidad Nacional de Educación a Distancia di Madrid.
Casadevall è diventato giudice della Corte europea dei diritti dell'uomo nel 1996, quando la Corte era un organo temporaneo. Nel 1998 la Corte è diventato permanente e Casadevall è divenuto membro a tempo pieno. Dal 1º febbraio 2008 al 2015 è stato presidente della terza sezione della Corte mentre dal 4 novembre 2011 al 2015 è stato vice-presidente della stessa.